# Hannah Prock
Hannah Prock (Innsbruck, 2 febbraio 2000) è una slittinista austriaca.
È la figlia di Markus, ex slittinista di livello mondiale, e la sorella di Nina, anch'ella slittinista. È inoltre la cugina di Gregor Schlierenzauer, campione del salto con gli sci, e di Lukas Schlierenzauer, slittinista a sua volta.

## Biografia
Ha iniziato a gareggiare per la nazionale austriaca nelle varie categorie giovanili nella specialità del singolo cogliendo, quale miglior risultato, una medaglia d'argento nel singolo ai campionati europei juniores di Oberhof 2017.

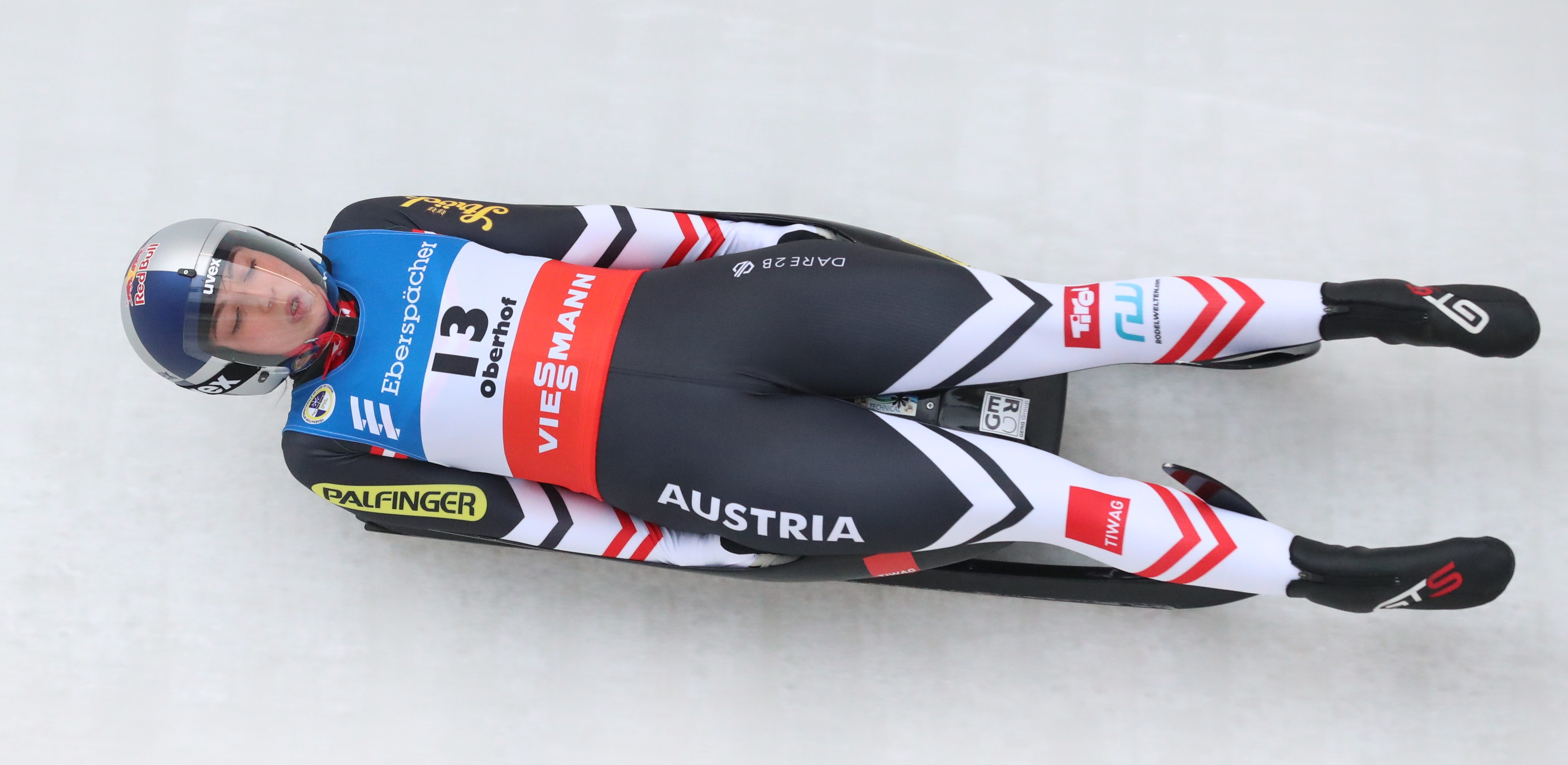
Hannah Prock in gara a Oberhof nel 2021

A livello senior esordì in Coppa del Mondo nella stagione 2017-18, il 18 novembre 2017 a Igls, piazzandosi al 22º posto nel singolo; ha conquistato il primo podio il 14 gennaio 2018 a Oberhof piazzandosi al terzo posto nella gara squadre, mentre nella specialità del singolo è salita per la prima volta sul podio il 5 gennaio 2019 arrivando terza a Schönau am Königssee. In classifica generale, come miglior piazzamento, è giunta all'ottavo posto nella specialità del singolo nel 2021/22.
Ha partecipato ai Giochi olimpici invernali di Pyeongchang 2018, terminando la gara del singolo in diciassettesima posizione.
Ha preso parte altresì a tre edizioni dei campionati mondiali, conquistando in totale una medaglia. Nel dettaglio i suoi risultati nelle prove iridate sono stati, nel singolo: diciottesima a Igls 2017, diciassettesima a Winterberg 2019 e quattordicesima a Schönau am Königssee 2021; nel singolo sprint: quattordicesima a Winterberg 2019 e dodicesima a Schönau am Königssee 2021; nelle prove a squadre: medaglia d'argento a Winterberg 2019. Nell'edizione di Winterberg ha conseguito inoltre la medaglia d'argento nel singolo nella speciale classifica riservata agli under 23.
Nelle rassegne continentali ha colto invece la quindicesima piazza a Sigulda 2018 nella gara monoposto.

## Palmarès

### Mondiali
- 1 medaglia:
  - 1 argento (gara a squadre a Winterberg 2019).

### Mondiali under 23
- 1 medaglia:
  - 1 argento (singolo a Winterberg 2019).

### Europei juniores
- 1 medaglia:
  - 1 argento (singolo a Oberhof 2017).

### Coppa del Mondo
- Miglior piazzamento in classifica generale nel singolo: 8ª nel 2021/22.
- 6 podi (3 nel singolo, 3 nelle gare a squadre):
  - 2 secondi posti (tutti nelle gare a squadre);
  - 4 terzi posti (3 nel singolo, 1 nelle gare a squadre).

### Coppa del Mondo juniores
- Miglior piazzamento in classifica generale nel singolo: 8ª nel 2017/18.

### Coppa del Mondo giovani
- Miglior piazzamento in classifica generale nel singolo: 7ª nel 2015/16.